# Carl²
Carl² (pronunciato Carl Squared in inglese) è una serie animata canadese prodotta da Teletoon che ha come protagonista Carl Crashman, un ragazzo di 14 anni che per puro caso genera un suo clone, ribattezzato C2, e da allora Carl dovrà condividere la sua vita con un altro se stesso, cercando di nasconderlo ai suoi conoscenti.
In Canada, la serie va in onda dal 2005 su Teletoon, mentre in Italia è andata in onda con circa quattro anni di ritardo, nel 2009, su Dea Kids, e di seguito replicata nel 2010 su DeA Super! e nel 2012 su Planet Kids.

## Trama
La serie ha come protagonista Carl Crashman, un adolescente di 14 anni che un giorno invia accidentalmente tramite internet una sua impronta digitale a un'azienda specializzata nella clonazione, e con essa, l'azienda gli consegna il giorno dopo un suo clone, creato appunto col suo DNA. Carl lo ribattezza C2, ma ben presto si accorgerà com'è difficile condividere la vita con questo eccentrico "fratello gemello".

## Personaggi

### Principali
- Carl Crashman: il protagonista della serie. È lo stereotipo dell'adolescente. I suoi hobby sono leggere fumetti, giocare ai videogiochi, chattare in rete e andare in skateboard. Da quando ha involontariamente generato il suo clone C2, Carl cerca di tenerlo nascosto alla sua famiglia, anche se quest'ultima sembra essere alquanto sospettosa.
- C2: il clone di Carl. È quasi identico ad esso, se non per la voce acuta, l'ingenuità e la poca intelligenza. Spesso prende il posto di Carl per certe situazioni.
- Jamie James: il migliore amico di Carl, nonché unico suo amico a conoscere l'esistenza di C2. Parla come un gangster e adora anch'egli andare sullo skateboard, e porta inoltre sempre con sé una videocamera.
- Skye Blue Flower: una ragazza vegetariana amante della natura. Carl è innamorato di lei.

### Secondari
- Barney Crashman: padre di Carl.
- Janet Crashman: madre di Carl.
- Chloe Crashman: sorella di Carl, molto maleducata e vestita come una dark. Prova felicità per cose ostili ad altri, come i cimiteri.
- Rex: un beagle, cane della famiglia Crashman.
- Damien: fidanzato di Chloe, e come essa, prova disprezzo per Carl.

## Doppiaggio
| Personaggio        | Voce originale  | Voce italiana       |
| ------------------ | --------------- | ------------------- |
| Carl Crashman / C2 | Stuart Stone    | Alberto Bognanni    |
| Jamie James        | Jordan Francis  | Emiliano Reggente   |
| Skye Flower Blue   | Bryn McAuley    | Gilberta Crispino   |
| Chloe Crashman     | Emily Hampshire | Ilaria Giorgino     |
| Barney Crashman    | John Hemphill   | Pierluigi Astore    |
| Janet Crashman     | Kathleen Laskey | Daniela Debolini    |
| Lorna              | Samantha Espie  | Elena Liberati      |
| Agar               | Paul Pogue      | Massimiliano Plinio |

## Messa in onda internazionale
| Paese          | Canale                          | Data             |
| -------------- | ------------------------------- | ---------------- |
| Canada         | Teletoon Cartoon Network        | 7 agosto 2005    |
| Stati Uniti    | Jetix                           | 23 agosto 2005   |
| Argentina      | Cartoon Network                 | 2006             |
| Australia      | ABC2 ABC1 ABC3                  | 2008             |
| Belgio         | Ketnet                          | 2009             |
| Brasile        | HBO Family Cartoon Network      | 2006             |
| Finlandia      | Nelonen                         | 2009             |
| Germania       | Nickelodeon                     | 11 dicembre 2006 |
| Israele        | Arutz HaYeladim                 | 25 giugno 2007   |
| Francia        | Télétoon+, Canal+, Gulli        | 6 settembre 2005 |
| Italia         | DeA Kids DeA Super! Planet Kids | settembre 2009   |
| Spagna         | Cartoon Network                 | 7 settembre 2005 |
| Paesi Bassi    | Ketnet Jetix Disney XD          | luglio 2007      |
| Polonia        | ZigZap                          | novembre 2006    |
| Portogallo     | RTP2 Panda Biggs                | settembre 2008   |
| Arabia Saudita | MBC 3                           | 2009             |